# توماس سوثوود اسمیت

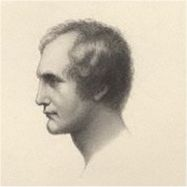
توماس سوثوود اسمیت

توماس سوثوود اسمیت (انگلیسی: Thomas Southwood Smith) یک پزشک اهل انگلستان بود. او در سال ۱۸۳۰ میلادی رساله خود مبنی بر تب را در لندن منتشر نمود.